# Rhinolophus arcuatus
Rhinolophus arcuatus is een vleermuis uit het geslacht der echte hoefijzerneuzen (Rhinolophus).

## Ondersoorten
Momenteel worden de volgende ondersoorten erkend:
- Rhinolophus arcuatus angustifolius Sanborn, 1939 (Wetar en Southwest Island in de Floreszee)
- Rhinolophus arcuatus arcuatus Peters, 1871 (Filipijnen)
- Rhinolophus arcuatus beccarii K. Andersen, 1907 (Sumatra)
- Rhinolophus arcuatus exiguus K. Andersen, 1905 (Filipijnen)
- Rhinolophus arcuatus mcintyrei Hill & Schlitter, 1982 (Nieuw-Guinea)
- Rhinolophus arcuatus proconsulis Hill, 1959 (Borneo)
- Rhinolophus arcuatus toxopeusi Hinton, 1925 (Molukken)

R. anderseni Cabrera, 1909 uit de Filipijnen, die vroeger als een aparte soort werd gezien, wordt nu beschouwd als een synoniem van R. arcuatus. De vorm R. anderseni aequalis Allen, 1922 wordt echter tot R. acuminatus gerekend. Mede door de onzekere taxonomie van R. arcuatus in de Filipijnen is het nog onduidelijk welke (onder)soort R. anderseni vertegenwoordigt.
R. arcuatus is een middelgrote soort met vrij lange oren. De soort kan van andere soorten worden onderscheiden door kenmerken van het neusblad. Het karyotype bedraagt 2n=58, FN=60 voor zowel de grote als de kleine Filipijnse vorm (gebaseerd op dieren uit respectievelijk Luzon en Biliran).

## Afmetingen
In onderstaande tabel zijn maten van R. arcuatus uit verschillende gebieden opgenomen. De achtervoetlengte werd alleen voor de populaties op Camiguin (11-12 mm), Luzon (10-12 mm) en Mindanao (10-12 mm voor R. arcuatus-s, 11 mm voor R. arcuatus-l) gegeven en is dan ook niet opgenomen.
| Populatie                      | Aantal exemplaren   | Totale lengte (mm) | Kop-romplengte (mm) | Staartlengte (mm) | Voorarmlengte (mm) | Tibialengte (mm) | Oorlengte (mm) | Gewicht (g) |
| ------------------------------ | ------------------- | ------------------ | ------------------- | ----------------- | ------------------ | ---------------- | -------------- | ----------- |
| Nieuw-Guinea (R. a. mcintyrei) | 11 (3 voor gewicht) | -                  | 77-83               | 16-20             | 48,6-53,4          | 22-23,9          | 20-22          | 11,5-11,7   |
| Ambon (R. a. toxopeusi)        | 1                   | -                  | 43,1                | 19,6              | 44,1               | 18,7             | 17,2           | 7,9         |
| Camiguin (R. arcuatus-l)       | 6                   | 71-83              | -                   | 16-21             | 40-48              | -                | 20-21          | -           |
| Luzon (R. arcuatus-l)          | 5                   | 72-78              | -                   | 20-23             | 44-48              | -                | 22-24          | 8-17        |
| Catanduanes (R. arcuatus-l)    | 1                   | -                  | -                   | -                 | 47                 | -                | -              | -           |
| Catanduanes (R. arcuatus-s)    | 1                   | -                  | -                   | -                 | 45                 | -                | -              | -           |
| Mindanao (R. arcuatus-l)       | 1                   | 69                 | -                   | 15                | 46,3               | -                | 19             | 8,7         |
| Mindanao (R. arcuatus-s)       | 9                   | 65-74              | -                   | 14-23             | 42-45              | -                | 19-21          | 8-9         |
| Palawan                        | 5                   | -                  | -                   | -                 | 45,2-47,7          | -                | -              | -           |

## Verspreiding
Deze soort komt voor van Sumatra tot de Filipijnen en Nieuw-Guinea. In de Filipijnen is de soort gevonden op Biliran, Camiguin, Catanduanes, Dalupiri, Fuga, Guimaras, Leyte, Luzon, Maripipi, Masbate, Mindanao, Mindoro, Negros, Palawan, Panay, Polillo, Sibutu, Sibuyan, Siquijor en Tawi-Tawi; daar komt hij voor van zeeniveau tot 1950 m hoogte in allerlei habitats, van akkers tot regenwouden. Soms leeft hij in grotten. Ook in de Molukken is de soort in grotten gevonden. In het oosten van zijn verspreidingsgebied is de soort minder algemeen. In de Molukken is de soort alleen op Ambon en Buru gevonden; op Nieuw-Guinea is de soort van slechts vier plaatsen in het midden van het eiland bekend.
In de Filipijnen zijn er twee vormen bekend binnen deze soort, een grote en een kleine. De grote vorm heeft ook een breder neusblad dan de kleine. Deze worden respectievelijk aangeduid als Rhinolophus arcuatus-l en Rhinolophus arcuatus-s. De kleine vorm komt voor in laaglanden en in verstoorde habitats, de grote in regenwoud op grote hoogte. Waarschijnlijk vertegenwoordigen ze aparte soorten. Ook deze vormen variëren geografisch, zodat er mogelijk nog wat meer soorten zijn.